# Anastatus tricolor
Anastatus tricolor är en stekelart som beskrevs av Girault 1915. Anastatus tricolor ingår i släktet Anastatus och familjen hoppglanssteklar. Inga underarter finns listade i Catalogue of Life.